# Korji, Reșetîlivka
Korji (în ucraineană Коржі) este un sat în comuna Lobaci din raionul Reșetîlivka, regiunea Poltava, Ucraina.

## Demografie
Componența lingvistică a localității Korji
     Ucraineană (100%)
Conform recensământului din 2001, toată populația localității Korji era vorbitoare de ucraineană (100%).